# قائمة مكاتب البريد العثماني في فلسطين
قائمة مكاتب البريد العثماني في فلسطين تحتوي على قائمة مكاتب البريد التي كانت تعمل في فلسطين خلال الحكم العثماني، أدى إنشاء نظام بريدي إمبراطوري جديد في عام 1834 وتطوير الشبكة النقلية إلى تحسينات كبيرة في أنظمة النقل والاتصالات. تم تشغيل مكاتب البريد الدولية والمحلية من قبل الإدارة العثمانية معظم المدن الكبيرة في فلسطين تقريبًا، بما في ذلك عكا وحيفا وصفد وطبريا ونابلس والقدس ويافا وغزة. 
أدى الفرمان الإمبراطوري الصادر في 12 رمضان 1256 هـ (14 أكتوبر 1840م)  إلى تحسينات جوهرية في النظام البريدي العثماني، وأُنشئت شبكة من طرق الإرسال المنتظمة،  وبدءًا من عام 1841م، تم تمديد مسار بيروت لخدمة فلسطين، حيث يذهب من بيروت عبر دمشق وعكا إلى القدس.
تم تنظيم خدمات البريد على المستوى المحلي من قبل حكام المقاطعات، وطُرحت هذه العقود للمزاد العلني سنوياً في شهر مارس،  ويُذكر أن رجال أعمال إيطاليين يدعوا سانتيلي وميشاريلي أصبحوا متعاقدين لخدمة البريد في عام 1846 وشغلوا الخدمة من القدس إلى الرملة ويافا وصور وصيدا.  وبحلول عام 1852، تم تشغيل خدمة أسبوعية من صيدا عبر صور وعكا (اتصال ببيروت) وحيفا ويافا إلى القدس، كما خدمت نابلس بدءاً من عام 1856. وفي نفس العام دخل مساران جديدان في العمل: القدس - الخليل - غزة، وطبريا - الناصرة - شفا - عمرو - عكا.  وفي عام 1867، تم تشغيل مسار القدس - يافا مرتين في الأسبوع، وابتداءً من عام 1884 كان مسار نابلس - يافا يتلقى إرساليات يومية.
في البداية، كانت جميع المرافق البريدية تحمل صفة محطات الترحيل، وكانت الرسائل تتلقى ختمها البريدي فقط في مكتب بيروت، باستثناء ختمات "جبل لبنان"  التي يعتقد أنها وُضعت في محطة الترحيل "شتورة" في لبنان. وفي الستينيات من القرن التاسع عشر تمت ترقية معظم محطات الترحيل إلى مكاتب بريد رئيسية، وحصلت على ختم بريدي خاص بها، وكانت هذه الختمات بشكل أساسي ختمات سلبية في البداية،  وغالبا ما كانت ختمات قسم المكتب البريدي تحتوي على عبارة "بوستا شوبيسي"، بينما تحتوي ختمات قسم البريد السريع على عبارة "تلغراف هاني"، وذلك تمييزا لها عن قسم البريد السريع، وفي عام 1860 بلغ عدد المرافق البريدية في فلسطين 10 مرافق، وأرتفع العدد إلى 20 في عام 1900 ومن ثم إلى 32 في عام 1917. 

## مكاتب البريد العثمانية
| اسم المكان (الاسم)         | عدد السكان (سنة) | التأسيس. | تواريخ الاستخدام المعروفة | تواريخ الاستخدام المعروفة | تواريخ الاستخدام المعروفة | تواريخ الاستخدام المعروفة | تواريخ الاستخدام المعروفة | مصدر.                          |
| اسم المكان (الاسم)         | عدد السكان (سنة) | التأسيس. | عادي.                     | مسجل.                     | رسمي.                     | تلغراف.                   | رقابة.                    | مصدر.                          |
| -------------------------- | ---------------- | -------- | ------------------------- | ------------------------- | ------------------------- | ------------------------- | ------------------------- | ------------------------------ |
| عكا                        | 12000 (1915)     | 1841     | 1869–1918                 | 1885–1918                 | 1884–1914                 |                           | 1916–1917                 | [ 14 ] [ 15 ] [ 16 ]           |
| العفولة                    |                  | 1919     | 1917–1918                 | 1918                      |                           |                           |                           | [ 17 ] [ 18 ] [ 19 ]           |
| عيون قرة                   | 950 (1916)       |          | 1904–1916                 | 1916                      |                           |                           |                           | [ 20 ] [ 21 ] [ 22 ]           |
| بيت جالا                   | 6000 (1915)      |          | 1913–1916                 |                           |                           |                           |                           | [ 21 ] [ 22 ] [ 23 ]           |
| بني صعب (طولكرم)           | 5000 (1916)      |          | 1879–1918                 | 1917                      | 1912–1913                 | 1912                      | 1917–1918                 | [ 24 ] [ 25 ] [ 26 ]           |
| بيت لحم                    | 12000 (1915)     | 1870     | 1900–1917                 | 1895–1917                 |                           | 1885–1914                 |                           | [ 22 ] [ 27 ] [ 28 ]           |
| البيرة (رام الله)          | 1000 (1910)      |          | 1908–1917                 |                           |                           | 1917                      |                           | [ 22 ] [ 29 ] [ 30 ]           |
| بئر السبع                  | 3000 (1915)      |          | 1911–1917                 | 1916                      |                           | 1883                      | 1915–1917                 | [ 22 ] [ 31 ] [ 32 ]           |
| بيسان                      | 3000 (1910)      | <1903    | 1908–1918                 |                           |                           |                           |                           | [ 19 ] [ 25 ] [ 33 ]           |
| خان الحطرورة               |                  |          | 1902–1914                 |                           |                           |                           |                           | [ 22 ] [ 34 ] [ 35 ]           |
| شفا عمرو                   | 3000 (1918)      |          | 1890–1918                 |                           |                           |                           |                           | [ 36 ] [ 37 ] [ 38 ]           |
| دوران                      | 1200 (1918)      |          | 1910–1915                 | 1916                      |                           |                           |                           | [ 39 ] [ 40 ] [ 41 ]           |
| الجاعونة                   | 1000 (1918)      |          | 1910–1918                 |                           |                           |                           |                           | [ 18 ] [ 42 ] [ 43 ]           |
| جنين                       | 2000 (1910)      | 1871     | 1871–1918                 | 1918                      |                           | 1895–1897                 |                           | [ 43 ] [ 44 ] [ 45 ]           |
| غزة                        | 30000 (1915)     | 1856     | 1970-1917                 | 1902–1917                 | 1893–1903                 |                           | 1916                      | [ 22 ] [ 46 ] [ 47 ]           |
| حفير                       |                  |          | 1915–1917                 |                           |                           |                           |                           | [ 22 ] [ 48 ] [ 49 ]           |
| حيفا                       | 20000 (1915)     | 1852     | 1865–1918                 | 1898–1918                 |                           | 1901–1918                 | 1914–1918                 | [ 38 ] [ 50 ] [ 51 ]           |
| خط حديد الحجاز             |                  |          | 1907                      |                           |                           |                           |                           | [ 38 ] [ 52 ] [ 53 ]           |
| ساحة حيفا                  |                  | <1909    | 1914                      |                           |                           |                           |                           | [ 54 ] [ 55 ]                  |
| حيفاء ساري                 |                  | <1909    | 1914                      |                           |                           |                           |                           | [ 56 ] [ 57 ]                  |
| هلسة                       |                  |          | 1916–1917                 |                           |                           |                           |                           | [ 49 ] [ 58 ]                  |
| الخليل                     | 22000 (1916)     | 1850     | 1892–1917                 | 1909–1912                 | 1903–1904                 |                           |                           | [ 22 ] [ 49 ] [ 59 ]           |
| يافا                       | 40000 (1915)     | 1838     | 1868–1917                 | 1984-1917                 |                           | 1865–1916                 | 1914–1917                 | [ 60 ] [ 61 ] [ 62 ]           |
| رصيف يافا                  |                  |          | 1895–1899                 |                           |                           |                           |                           | [ 62 ] [ 63 ] [ 64 ]           |
| يافا منشية                 |                  |          | 1910–1915                 |                           |                           |                           |                           | [ 41 ] [ 64 ] [ 65 ]           |
| يافا تل أبيب               |                  | <1914    | 1917                      |                           |                           |                           |                           | [ 41 ] [ 64 ] [ 66 ]           |
| أريحا                      | 1000 (1910)      | 1900     | 1900–1918                 |                           |                           |                           |                           | [ 40 ] [ 62 ] [ 67 ]           |
| القدس                      | 80000 (1915)     | 1841     | 1868–1917                 | 1890–1917                 | 1877–1899                 | 1866–1917                 | 1914–1917                 | [ 68 ] [ 69 ] [ 70 ]           |
| مخيم القدس                 |                  |          | 1898                      |                           |                           |                           |                           | [ 71 ] [ 72 ] [ 73 ]           |
| القدس جار                  |                  |          | 1901–1911                 |                           |                           |                           |                           | [ 72 ] [ 74 ]                  |
| القدس مهنا يودا            |                  |          | 1909–1912                 |                           |                           |                           |                           | [ 73 ] [ 75 ] [ 76 ]           |
| القدس مشعرم                |                  |          | 1904–1917                 | 1910–1917                 |                           |                           |                           | [ 73 ] [ 76 ] [ 77 ]           |
| القدس نحلة شيفا            |                  |          | 1913                      |                           |                           |                           |                           | [ 73 ] [ 76 ] [ 78 ]           |
| القدس (نوتر دام دا فرانسا) |                  |          | 1912                      |                           |                           |                           |                           | [ 79 ] [ 80 ]                  |
| الحي اليهودي في القدس      |                  |          | 1895–1917                 | 1896–1917                 |                           |                           |                           | [ 81 ] [ 82 ] [ 83 ]           |
| سوق العطارين في القدس      |                  |          | 1907–1917                 |                           |                           |                           |                           | [ 73 ] [ 80 ] [ 84 ]           |
| خان يونس                   |                  | <1909    | 1914–1916                 |                           |                           |                           |                           | [ 35 ] [ 62 ] [ 85 ]           |
| اللد                       | 7000 (1915)      | <1895    | 1908–1917                 |                           |                           |                           |                           | [ 35 ] [ 62 ] [ 86 ]           |
| مجدل                       | 3000 (1915)      | <1899    | 1899–1917                 |                           |                           |                           |                           | [ 62 ] [ 87 ] [ 88 ]           |
| نابلس                      | 27000 (1916)     | 1856     | 1868–1918                 | 1892–1915                 | 1871–1898                 |                           | 1918                      | [ 38 ] [ 89 ] [ 90 ]           |
| الناصرة                    | 15000 (1915)     | 1856     | 1871–1918                 | 1891–1918                 | 1871–1903                 | 1885–1901                 | 1915–1917                 | [ 43 ] [ 91 ] [ 92 ]           |
| رام الله                   | 5000 (1915)      | <1903    | 1904–1915                 |                           |                           |                           |                           | [ 41 ] [ 88 ] [ 93 ]           |
| الرملة                     | 7000 (1915)      | 1853     | 1892–1917                 |                           | 1894–1899                 |                           |                           | [ 41 ] [ 94 ] [ 95 ]           |
| صفد                        | 20000 (1914)     |          | 1875–1918                 | 1895–1918                 | 1915                      | 1885–1913                 | 1915                      | [ 96 ] [ 97 ]                  |
| سمخ                        |                  |          | 1916–1918                 |                           |                           |                           |                           | [ 41 ] [ 98 ] [ 99 ]           |
| نهر الشريعة                |                  |          | 1915                      |                           |                           |                           |                           | [ 62 ] [ 100 ] [ 101 ]         |
| طبريا                      | 6000 (1916)      | 1856     | 1871–1918                 | 1904–1917                 | 1915                      | 1885–1915                 |                           | [ 43 ] [ 102 ] [ 103 ]         |
| بتاح تكفا                  | 3600 (1915)      |          | 1910–1917                 | 1915–1917                 |                           |                           |                           | [ 41 ] [ 101 ] [ 104 ] [ 105 ] |
| زخرون يعكوف                | 1000 (1914)      | <1899    | 1912–1918                 | 1918                      |                           |                           |                           | [ 43 ] [ 106 ] [ 107 ]         |

### أخرى
عدد من مكاتب البريد معروفة فقط من المواد الأرشيفية مثل ختمات الدليل في أرشيف البريد التركي أو قوائم أعدها البريد العثماني للاتحاد البريدي العالمي قبل عام 1914. حتى الآن، لم يسجل المستعملون للطوابع أي ختم بريدي فعلي أو مواد بريدية أخرى لهذه المرافق البريدية.
| الاسم               | التأسيس | ملاحظات | مرجع.                   |
| ------------------- | ------- | --- | ----------------------- |
| العوجة              |         | مماثلة لعوجة الحفير | [ 40 ] [ 48 ]           |
| بير أصلوج           |         | معروفة فقط باسم "طبعة دليل" في أرشيف هيئة البريد والتلغراف والتواصل في أنقرة. | [ 28 ] [ 108 ] [ 109 ]  |
| باب الود            |         | | [ 21 ]                  |
| بيت ساحور           |         | معروفة فقط باسم "طبعة دليل" في أرشيف هيئة البريد والتلغراف والتواصل في أنقرة. | [ 21 ] [ 110 ]          |
| بير بيرين           |         | معروفة فقط باسم "طبعة دليل" في أرشيف هيئة البريد والتلغراف والتواصل في أنقرة. | [ 109 ] [ 111 ] [ 112 ] |
| بيرزيت              |         | معروفة فقط باسم "طبعة دليل" في أرشيف هيئة البريد والتلغراف والتواصل في أنقرة. | [ 40 ] [ 111 ]          |
| وادي الشعراء        |         | | [ 113 ]                 |
| ديكرمين بورني       |         | مدرجة فقط في قوائم هيئة البريد والتلغراف والاتصالات في عام 1884. | [ 40 ]                  |
| ضربات السمرة        |         | | [ 18 ]                  |
| جامين               |         | مدرجة فقط في قوائم هيئة البريد والتلغراف والاتصالات في عامي 1892 و1899. |                         |
| جزيرة المجامي       | 1909    | محطة سكة حديد مع مكتب تلغراف مدرجة في قوائم هيئة البريد والتلغراف والاتصالات في عام 1909. | [ 114 ] [ 115 ]         |
| المحلسي الألماني    |         | محتمل أنها متطابقة مع محطة حيفا صاري الكناسل (الحي الألماني). | [ 38 ] [ 55 ]           |
| حيفا الباب الشرقي   |         | | [ 55 ]                  |
| فندق حيفا نصارة     |         | مدرجة في قوائم هيئة البريد والتلغراف والاتصالات في عام 1914. | [ 55 ]                  |
| رصيف حيفا           |         | | [ 55 ]                  |
| محطة حيفا           |         | | [ 55 ]                  |
| عراق المنشية        |         | معروفة فقط باسم "طبعة دليل" في أرشيف هيئة البريد والتلغراف والتواصل في أنقرة. | [ 35 ]                  |
| يافا سوق العطارين   |         | | [ 64 ]                  |
| يافا سوق النخار     |         | معروفة فقط باسم "طبعة دليل" في أرشيف هيئة البريد والتلغراف والتواصل في أنقرة. | [ 64 ] [ 116 ]          |
| شارع القدس الكبير   |         | معروفة فقط ختم وكالة، ولكن هناك شكوك بشأنها. | [ 73 ] [ 76 ] [ 117 ]   |
| سوق التجار في القدس |         | مدرجة في قوائم هيئة البريد والتلغراف والاتصالات في عام 1909. | [ 80 ] [ 118 ]          |
| قلقيلية             | 1913    | معروفة فقط باسم "طبعة دليل" في أرشيف هيئة البريد والتلغراف والتواصل في أنقرة. | [ 113 ] [ 118 ]         |
| قيسارية ماريتيما    | 1913    | إلى جانب أنها معروفة كـ "طبعة إثبات" (تلغراف) في أرشيف هيئة البريد والتلغراف والاتصالات في أنقرة، فقد تم الإبلاغ عن وجود نسخ حقيقية مستخدمة. ويشتبه في أنها في الواقع تعود إلى مدينة في أناضول.           | [ 55 ] [ 118 ]          |
| المسمية             |         | معروفة فقط باسم "طبعة دليل" في أرشيف هيئة البريد والتلغراف والتواصل في أنقرة. | [ 73 ] [ 88 ] [ 119 ]   |
| حكومة نابلس         |         | | [ 105 ]                 |
| الحي اليهودي        |         | مدرجة في قوائم هيئة البريد والتلغراف والاتصالات في عام 1909. | [ 120 ]                 |
| سلفيت               | 1903?   | مدرجة في قوائم هيئة البريد والتلغراف والاتصالات في عام 1903. | [ 100 ] [ 113 ]         |
| سبسطية              |         | معروفة فقط باسم "طبعة دليل" في أرشيف هيئة البريد والتلغراف والتواصل في أنقرة. | [ 98 ] [ 113 ]          |
| الشعارية            |         | معروفة فقط باسم "طبعة دليل" في أرشيف هيئة البريد والتلغراف والتواصل في أنقرة. | [ 113 ]                 |
| شطة (بيسان)         | 1909    | محطة سكة حديد مع مكتب تلغراف مدرجة في قوائم هيئة البريد والتلغراف والاتصالات في عام 1909. | [ 37 ] [ 100 ]          |
| الطنطورة            | <1899   | معروفة فقط باسم "طبعة دليل" في أرشيف هيئة البريد والتلغراف والتواصل في أنقرة. مدرجة في قوائم هيئة البريد والتلغراف والاتصالات في 1899-1909                                                                | [ 66 ] [ 107 ]          |
| تل الشمام           | <1909   | محطة سكة حديد مع مكتب تلغراف مدرجة في قوائم هيئة البريد والتلغراف والاتصالات في عام 1909. | [ 66 ] [ 107 ]          |
| وادي الحرّار         |         | معروفة فقط باسم "طبعة دليل" في أرشيف هيئة البريد والتلغراف والتواصل في أنقرة. وربما تكون محطة سكة حديد وادي الصرار. تُعرف حاليًا باسم خراس شمال غرب الخليل وكانت تُستخدم عسكريًا وليس بها منشأة بريدية مدنية. | [ 101 ] [ 121 ]         |
| يبنا                |         | | [ 123 ]                 |

## مكاتب البريد المتنقلة
كانت مكاتب البريد المتنقلة على ثلاث طرق:
- تم افتتاح طريق يافا - القدس رسميًا في 26 سبتمبر 1892 مع محطات توقف في يافا، واللد، والرملة، ودير آبان، والقدس. [124] في عام 1888 حصل المطور جوزيف نافون على ترخيص مدته 71 عامًا، وباعه لاحقًا للمستثمرين الفرنسيين، الذين أداروا الشركة باسم "(بالفرنسية: Société du Chemin de Fer Ottoman de Jaffa à Jerusalem et Prolonguements)‏ - الشركة العثمانية للسكك الحديدية من يافا الى القدس وامتداداتها"، تم تأميم الشركة في بداية الحرب عام 1914. كان الترخيص الخاص بنافون يمنع صراحة الشركة من نقل البريد لمختلف مكاتب البريد الأجنبية. [124] يتم جمع هذه الطوابع البريدية من قبل هواة جمع الطوابع من 13 مايو 1893 إلى 14 ديسمبر 1914. [125][126]
- تم الانتهاء من خط سكك حديد مرج بن عامر (دمشق – حيفا) في عام 1906 كفرع لسكة حديد الحجاز مع توقفات في درعا، والمزيريب، والحمامي، وبيسان، وتل الشمام، والشمرية، وحيفا. كُتب على الطوابع البريدية لهذا الخط "Damas–Caiffa" والتي تعني (دمشق - حيفا)، واستطاع هواة جمع الطوابع تجميع طوابع من عام 1908 إلى 2 يونيو 1921.[127]
- اكتمل طريق المسعودية – نابلس عام 1914. ولم يُعرف استخدام الطابع البريدي المكتوب عليه (بالإنجليزية: Nablous–Caiffa/Ambulant)‏ نابلس – حيفا / أمبولانت إلا في 25 سبتمبر 1914. [128][129]

لم يُعرف وجود طوابع بريدية لقطارات البريد المتنقل (TPO) على خطوط سكك الحديد الأخرى التي كانت تعمل خلال هذه الفترة، بغض النظر عما إذا كانت تلك الخطوط فعلياً تنقل البريد، وكانت الخطوط العاملة على النحو التالي: 
- عكا - بلد الشيخ (1912)
- العفولة - جنين (1913)
- جنين - المسعودية (1914)
- المسعودية - طولكرم - اللد (1915)
- وادي الصرار - الطينة - بئر السبع
- بئر السبع - الحفير (1915)
- الطينة - غزة (1916)
- دير البلح - بئر السبع (1916)

## أنظر أيضا
- تاريخ الطوابع البريدية والبريد في فلسطين
- قائمة أسعار البريد العثماني في فلسطين